# Lisi (Rapperin)

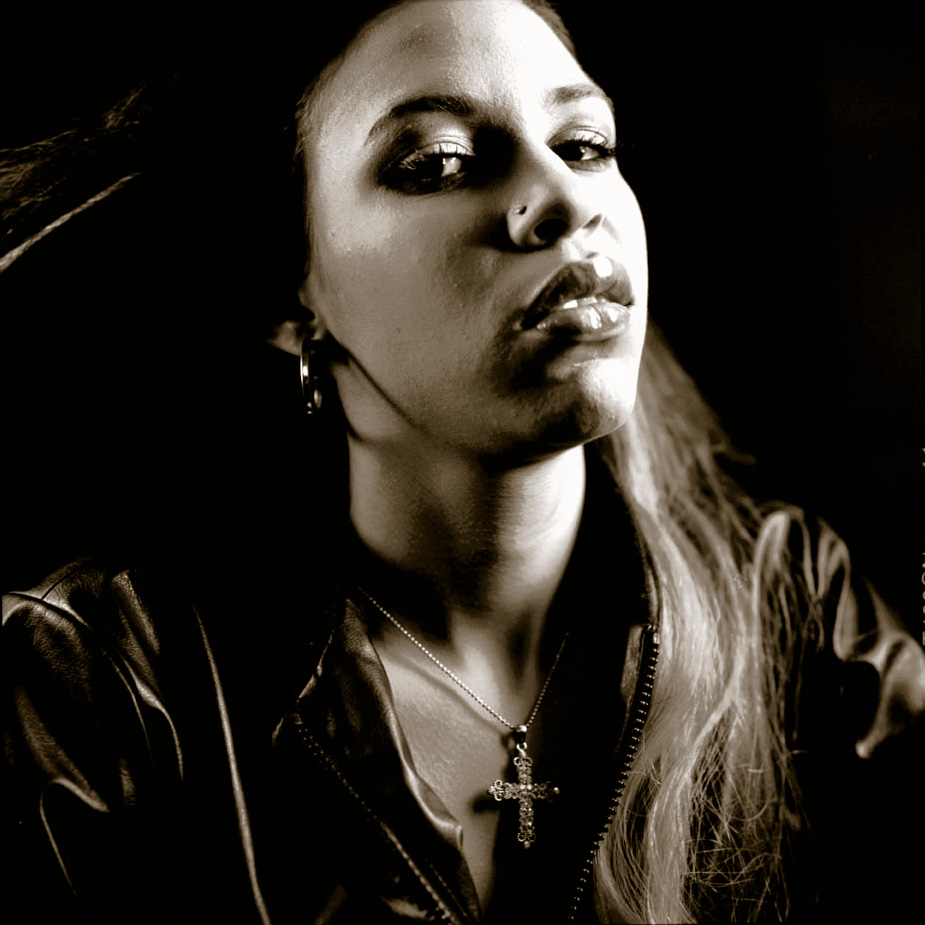
Lisi (Berlin, 2000)

Lisi oder auch Purple Haze (* 1983 in Berlin; eigentlich Regina Marlies Chukwuedo) ist eine deutsche Rapperin.

## Biografie
Lisi wuchs in Berlin als Kind einer Deutschen und eines Nigerianers auf und hat vier Geschwister.
Erste Kontakte mit der Musikszene hat sie mit siebzehn Jahren, als sie beim Plattenlabel Raw Zone die EP mit dem Titel „Purple Haze“ aufnahm. Purple Haze steht für das Süchtigmachende, Hypnotisierende und Königliche mit tiefgründigen, direkten und metaphorischen Themen. Diese Bezeichnung übernahm Lisi fortan auch als Zusatz zu ihrem Künstlernamen.
Nach den Veröffentlichungen des Albums „Wild“ und des Liedes „Vicky Vo (Fotzen)“ verließ sie das Label Raw Zone.
2000 lernte Lisi bei der Highnachten Jam den Rapper und Hip-Hop-Produzenten Afrob kennen, mit dem sie 2005 für dessen Album Hammer die Musikstücke „Es geht hoch“ und „Du bist es nicht“ beisteuerte.
Lisi wurde zwischenzeitlich vom Plattenlabel Four Music unter Vertrag genommen und konnte an der Tour der Fantastischen Vier teilnehmen.
Lisis zweites Album Eine wie keine erschien im Jahr 2006. Darauf sind einige renommierte Künstler der Hip-Hop-Szene zu hören.
Lisi zeigt sich sehr wandlungsfähig auf dieser Platte, in den Stücken „Payback“ und „Interessiert mich nicht“ rechnet sie mit Kritikern und Widersachern ab, die Ballade „Ich sterb für dich“ soll vor allem junge Mädchen ansprechen.
2007 steuerte Lisi den Titelsong Berlin zu Bettina Blümners Film Prinzessinnenbad bei. Dadurch konnte die Musikerin auch außerhalb der Hip-Hop-Szene Bekanntheit erlangen.
Nach zweijähriger Abstinenz im Geschäft ist Lisi 2009 wieder als Feature-Part in zwei Liedern auf Afrobs neuem Album „Der Letzte seiner Art“ vertreten.

## Diskografie

### Alben
- 2000: Wild
- 2006: Eine wie Keine

### EPs
- 2000: Purple Haze

### Singles
- 2000: Vicky Vo (Fotzen)
- 2001: Kommt Schon
- 2005: Es geht hoch (mit Afrob)
- 2006: Ich sterb für dich
- 2006: Interessiert mich nicht (mit She-Raw)

### Gastbeiträge / Sonstige
- 2005: Du bist es nicht! auf Hammer von Afrob
- 2006: L.I.S.I. Juice RMX (Juice Exclusive! auf Juice-CD #67)
- 2008: Nur für euch auf Sparring 3 von Olli Banjo

| Personendaten    | Personendaten                                                  |
| ---------------- | -------------------------------------------------------------- |
| NAME             | Lisi                                                           |
| ALTERNATIVNAMEN  | Lisi, Purple Haze; Chukwuedo, Regina Marlies (wirklicher Name) |
| KURZBESCHREIBUNG | deutsche Rapperin                                              |
| GEBURTSDATUM     | 1983                                                           |
| GEBURTSORT       | Berlin                                                         |